# Bežanicy
Bežanicy è un insediamento di tipo urbano della Russia europea nordoccidentale, situato nella oblast' di Pskov; appartiene amministrativamente al rajon Bežanickij, del quale è il capoluogo.